# Vladimir Sergeevič Vachmistrov
Vladimir Sergeevič Vachmistrov (in russo Владимир Сергеевич Вахмистров?; 27 giugno 1897 – 1972) è stato un ingegnere aeronautico sovietico alle dipendenze di Stalin.
È ricordato per aver progettato una serie di caccia parassiti negli anni trenta, noto come Progetto Zveno, per la cui realizzazione fu insignito dell'Ordine della Stella rossa.